# Notus insularis
Notus insularis är en insektsart som beskrevs av Anufriev 1979. Notus insularis ingår i släktet Notus och familjen dvärgstritar. Inga underarter finns listade i Catalogue of Life.